# Токи Тельпакфурушон
То́ки Тельпакфурушо́н (перс. طاقی زرگران‎ / Tâqi Tilpakfuruŝân; узб. и тадж. Toqi Telpakfurushon / Тоқи Телпакфурушон) — традиционный крытый базар в историческом центре Бухары, в Узбекистане. Построен в XVI веке, а точнее в 1570-1571 годах, во время формального правления Искандер-хана из узбекской династии Шейбанидов. Фактическим правителем Бухарского ханства в то время являлся его сын — Абдулла-хан II. 

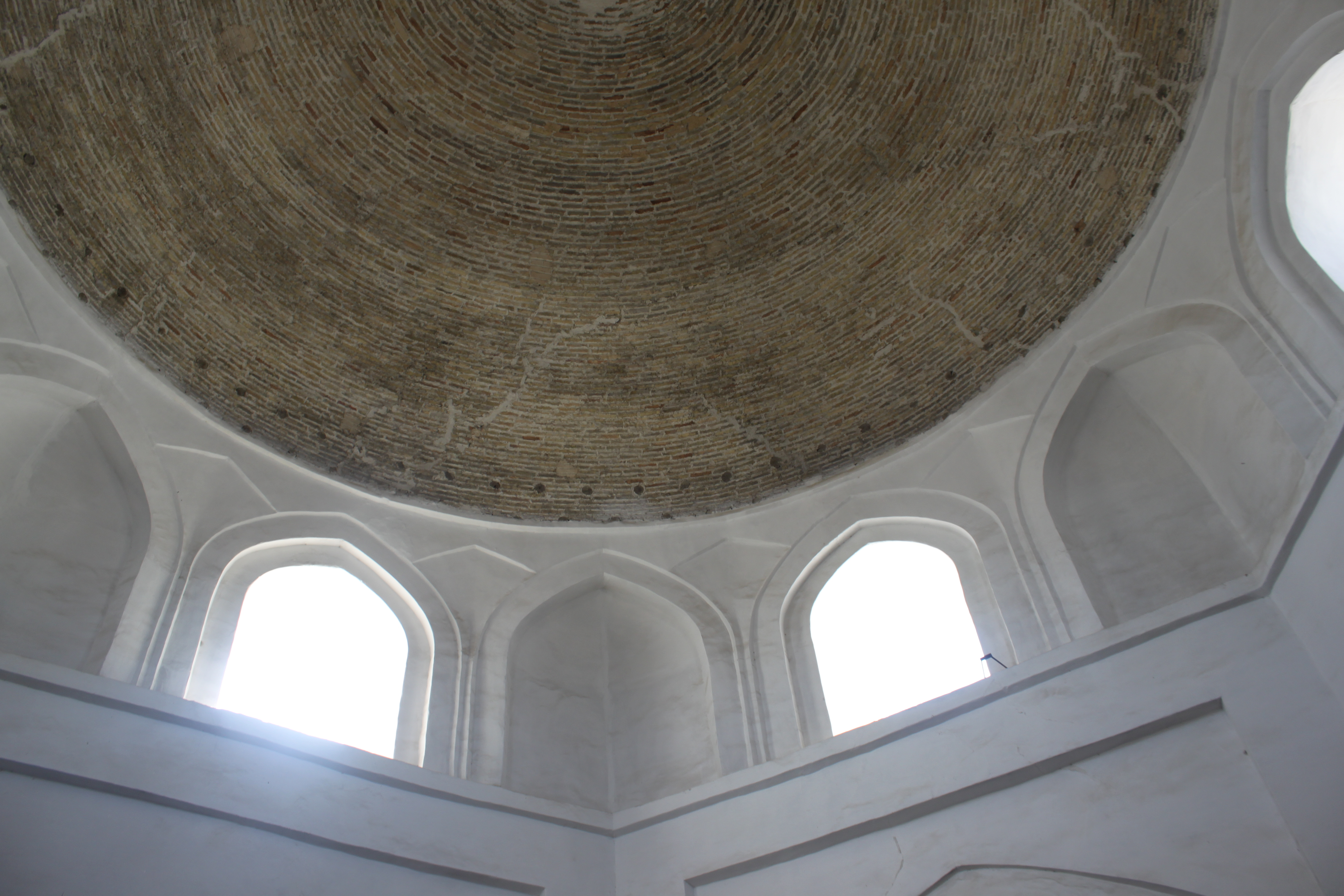
Главный купол изнутри

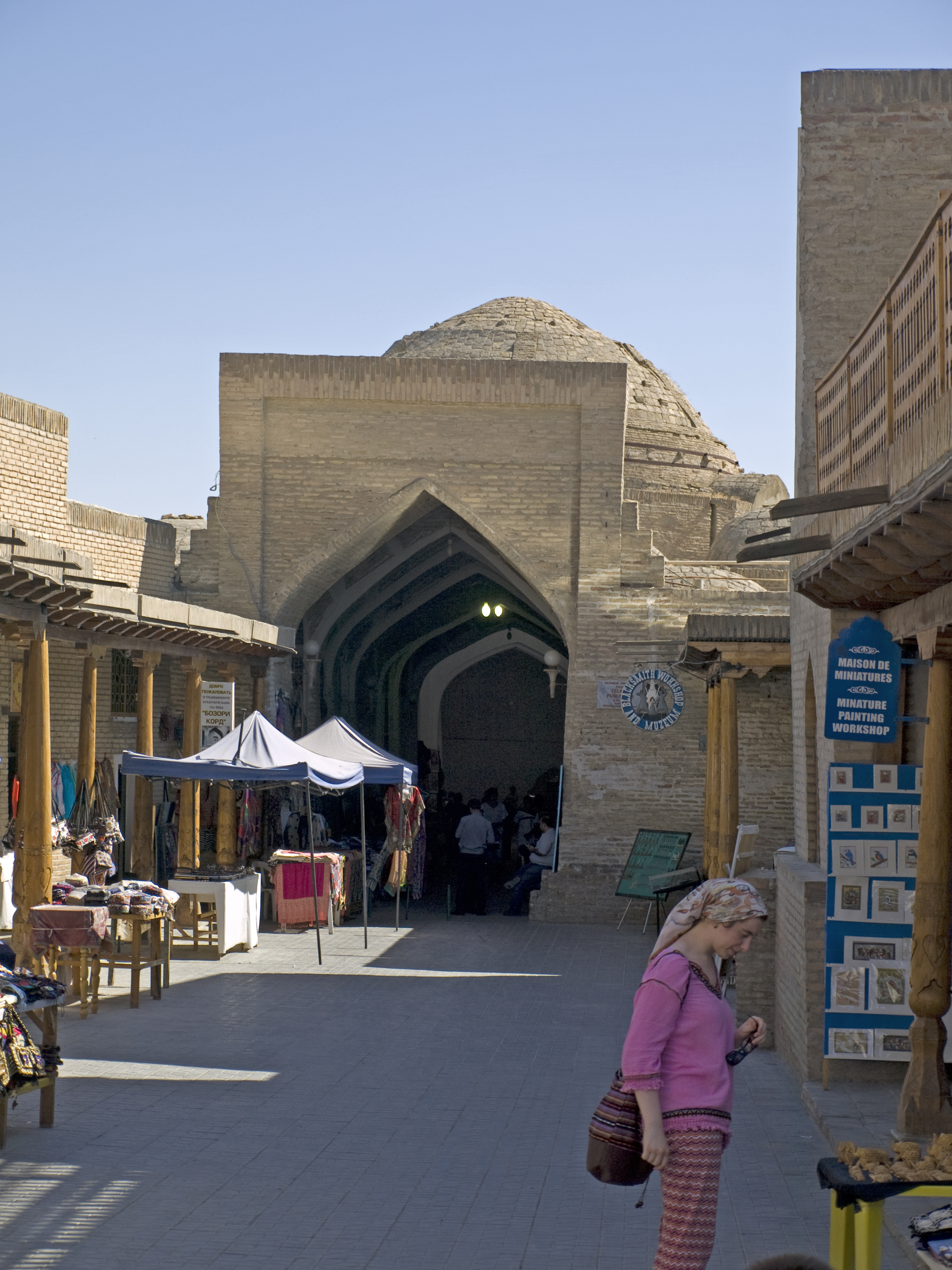
Вид с севера

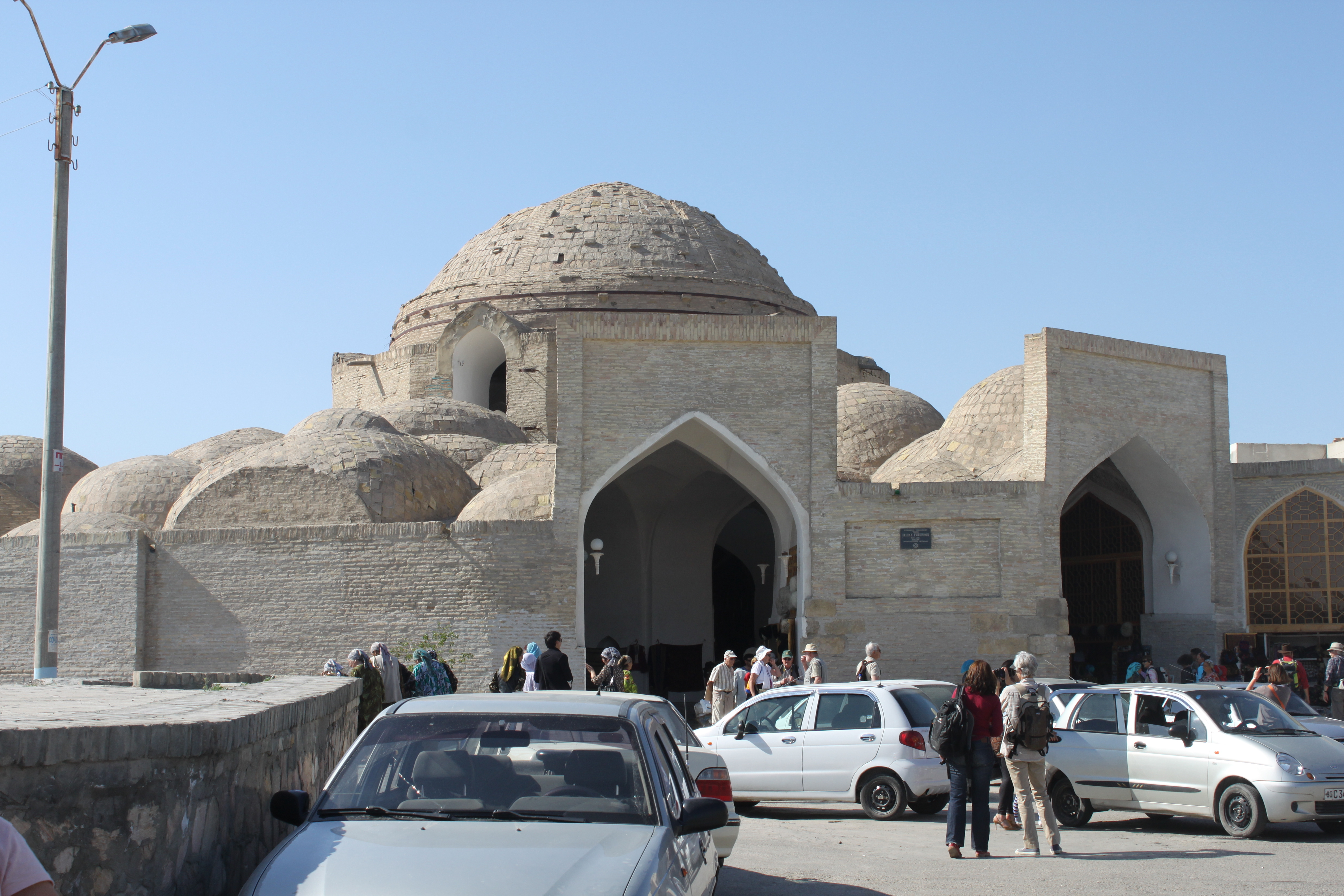

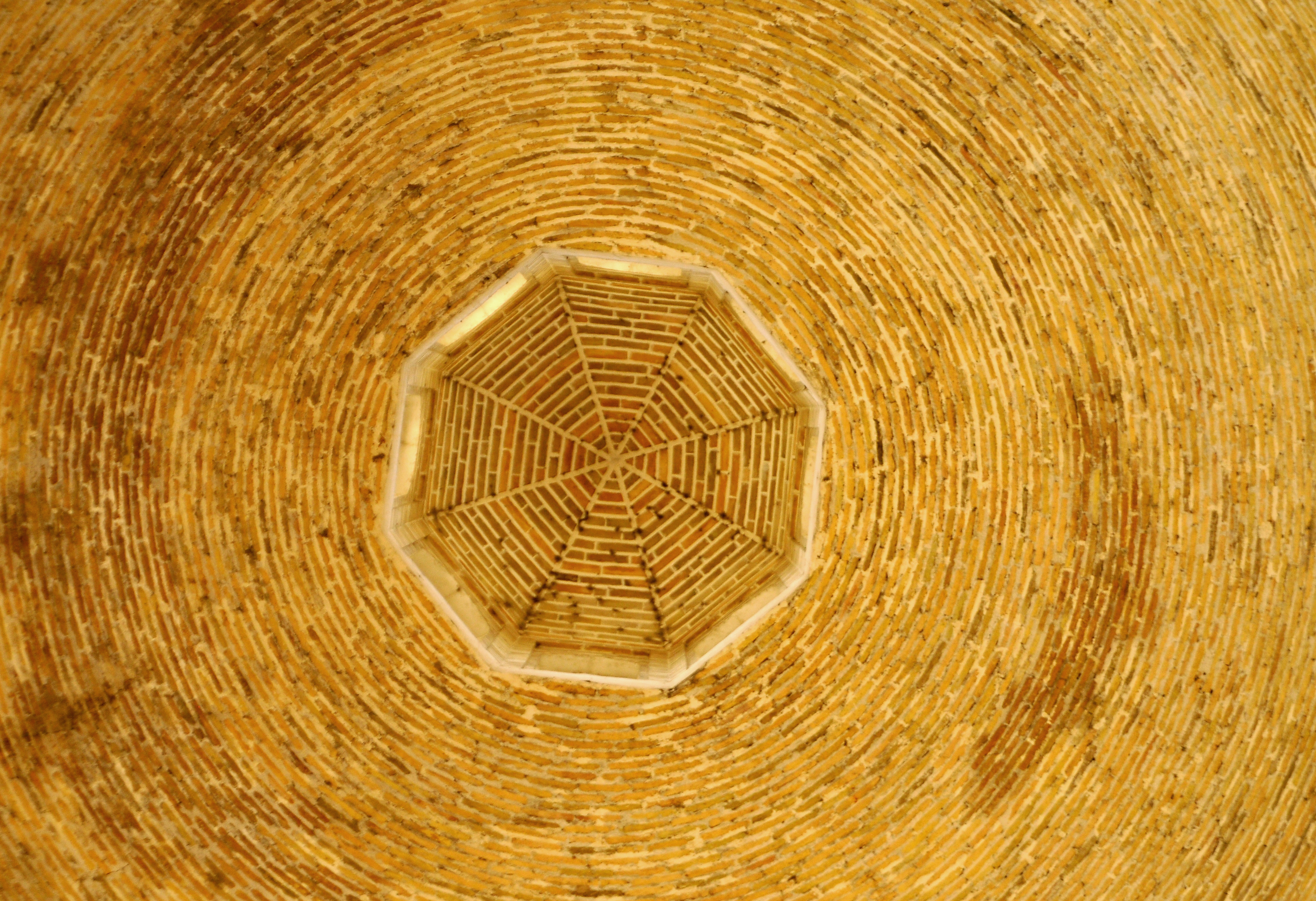
Купол изнутри

Один из нескольких старинных крытых базаров Бухары. До середины XX века использовался как обычный базар, где продавались в основном ювелирные изделия, но часть базара использовалась как обычный базар, где продавались различные принадлежности. Здание крытого базара построено в традиционном персидском стиле и ничем не отличается от подобных крытых традиционных базаров старинных городов Ирана, таких как Тегеран, Исфахан, Шираз, Тебриз или Мешхед.
Название То́ки Тельпакфурушо́н происходит от персидского и таджикского языков, и переводится как Ку́пол торговцев головными уборами (Тельпа́к — традиционный массивный головной убор из овечьей шерсти), так как в некоторые периоды в нем располагалось большое количество магазинов и лавок головных уборов, где продавались различные виды мужских и женских тюбетеек, массивные шерстяные головные уборы, шапки и папахи, и тому подобные вещи. Ранее данный крытый базар также был известен под названиями Токи Китобфурушо́н (Купол продавцов книг), Токи Чорсухи Оханин (Купол железных принадлежностей), Токи Ходжа Мухаммад Паррон (Купол Ходжа Мухаммада Паррона). Вокруг здания крытого базара были построены склады, караван-сараи, гостиницы, лавки торговцев.
Здание имеет большой купол, а также еще несколько малых куполов. Построен из керамического кирпича. Ныне Токи Тельпакфурушон является популярной достопримечательностью, внутри которой в основном расположены сувенирные магазины и лавочки, где продаются антиквариат, сувениры, изделия народных ремесленников, такие как посуда, одежда, монеты, украшения, статуэтки, ковры, книги, музыкальные инструменты, картины и т.п, а также мастерские. Здание базара находится в историческом центре Бухары, на улице Хакикат, рядом с остальными главными достопримечательностями старинного города.
Вместе с остальными архитектурными, археологическими, религиозными и культурными памятниками Бухары входит в список Всемирного наследия ЮНЕСКО под названием — «Исторический центр Бухары».